# Ubuntu Touch
Ubuntu Touch is een mobiel besturingssysteem dat ontwikkeld wordt door UBports en de gemeenschap. Het systeem is beschikbaar voor smartphones en tablets, maar er wordt ook gewerkt aan een desktopuitvoering. Een eerste, vooraf vrijgegeven desktopversie werd in april 2024 uitgebracht.
Oorspronkelijk werd Ubuntu Touch ontwikkeld door Canonical, dat ook het besturingssysteem Ubuntu ontwikkelt. Canonical zette de ontwikkeling in 2017 stop, waarna UBports de ontwikkeling overnam.

## Geschiedenis
Toenmalig Canonical-bestuursvoorzitter Mark Shuttleworth kondigde op 31 oktober 2011 aan dat Ubuntu vanaf versie 14.04 ook smartphones en tablets zou gaan ondersteunen. De aankondiging van Ubuntu Touch als besturingssysteem werd drie dagen eerder voorafgegaan door een aftelklok op de Ubuntu-site en bevatte de woorden: Zo dichtbij dat je het bijna kan aanraken, wat verwees naar touchscreens. De eerste versie werd uiteindelijk op 2 januari 2013 aangekondigd en officieel aan het publiek getoond op de Consumer Electronics Show van dat jaar. De Developer Preview (eerste versie voor ontwikkelaars) verscheen op 21 februari dat jaar.
In februari 2024 werd aangekondigd dat Ubuntu Touch over zou stappen op semantische versienummering. Dit hield in dat iedere systeemupdate voorzien zou worden van een jaartal en maandnummer.

## Functies
Ubuntu Touch is gebaseerd op de desktopversie van Ubuntu, waarbij de standaard grafische interface van Ubuntu vervangen is door de mobiele versie van Unity (thans: Lomiri). Deze interface is gemaakt met behulp van Qt en QML. Er worden meerdere keren per jaar systeemupdates uitgebracht die draadloos (OTA) worden uitgerold naar alle ondersteunde apparaten. Appupdates worden via OpenStore (zie hieronder) verspreid (met uitzondering van een paar systeemapps).

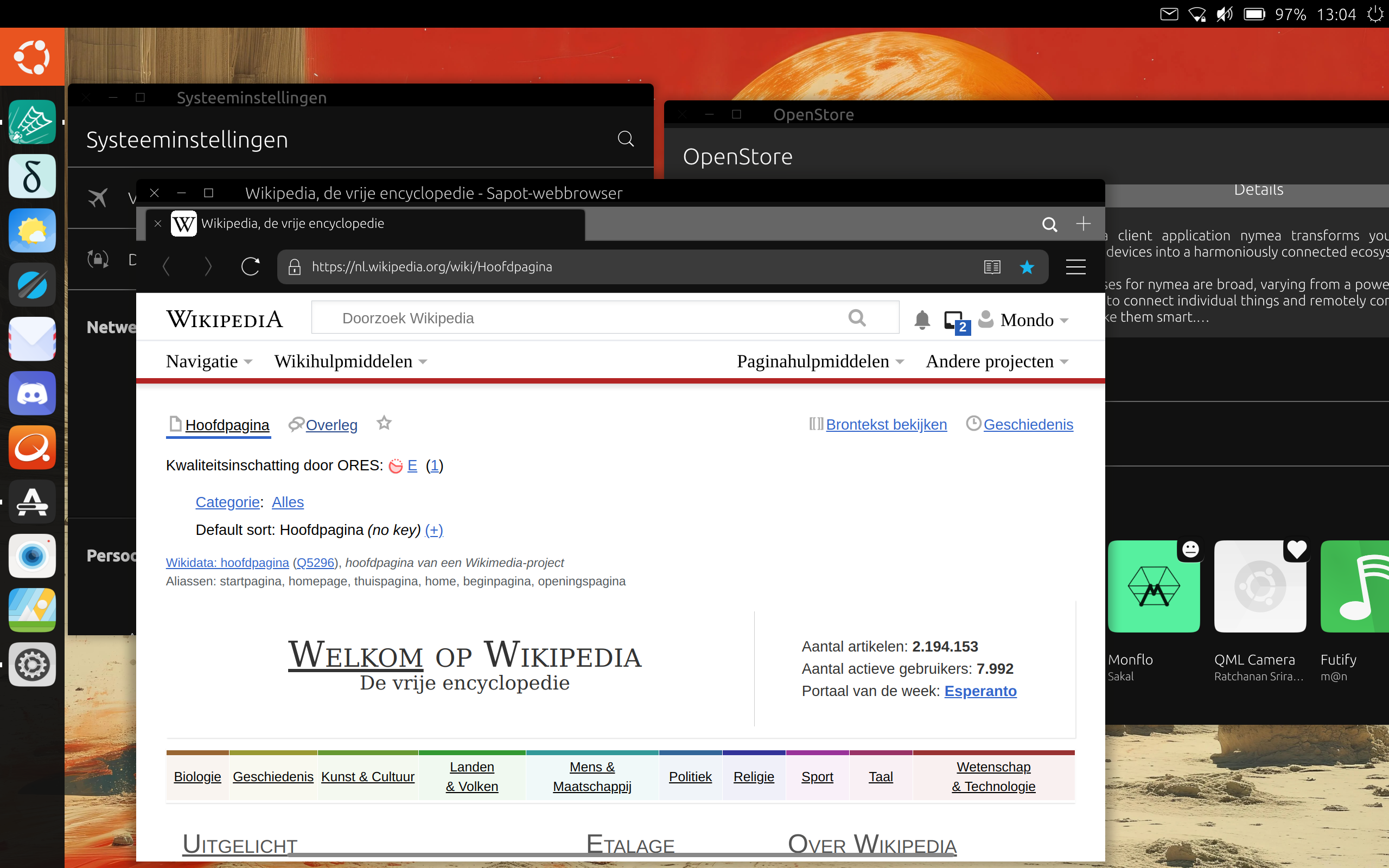
Desktopmodus op Volla Tablet (2025)

Een van de opvallendste eigenschappen is dat sommige apparaten met Ubuntu Touch kunnen worden aangesloten op een extern beeldscherm, waarna gebruik kan worden gemaakt van een volwaardige desktopsessie. Hiervoor dient de telefoon/tablet in kwestie te beschikken over een mini-hdmi- dan wel usb-c-uitgang. Aan ondersteuning voor een draadloze hdmi-verbinding wordt anno 2025 nog gewerkt. Ook kan op het apparaat zelf de desktopmodus worden gestart. Zo is het bijvoorbeeld mogelijk om de Volla Tablet als laptopvervanger te gebruiken.
Voor het gebruik van Ubuntu Touch is geen account vereist. Wel kan optioneel in de appwinkel, OpenStore, worden ingelogd om beoordelingen en recensies achter te laten.

### Apps

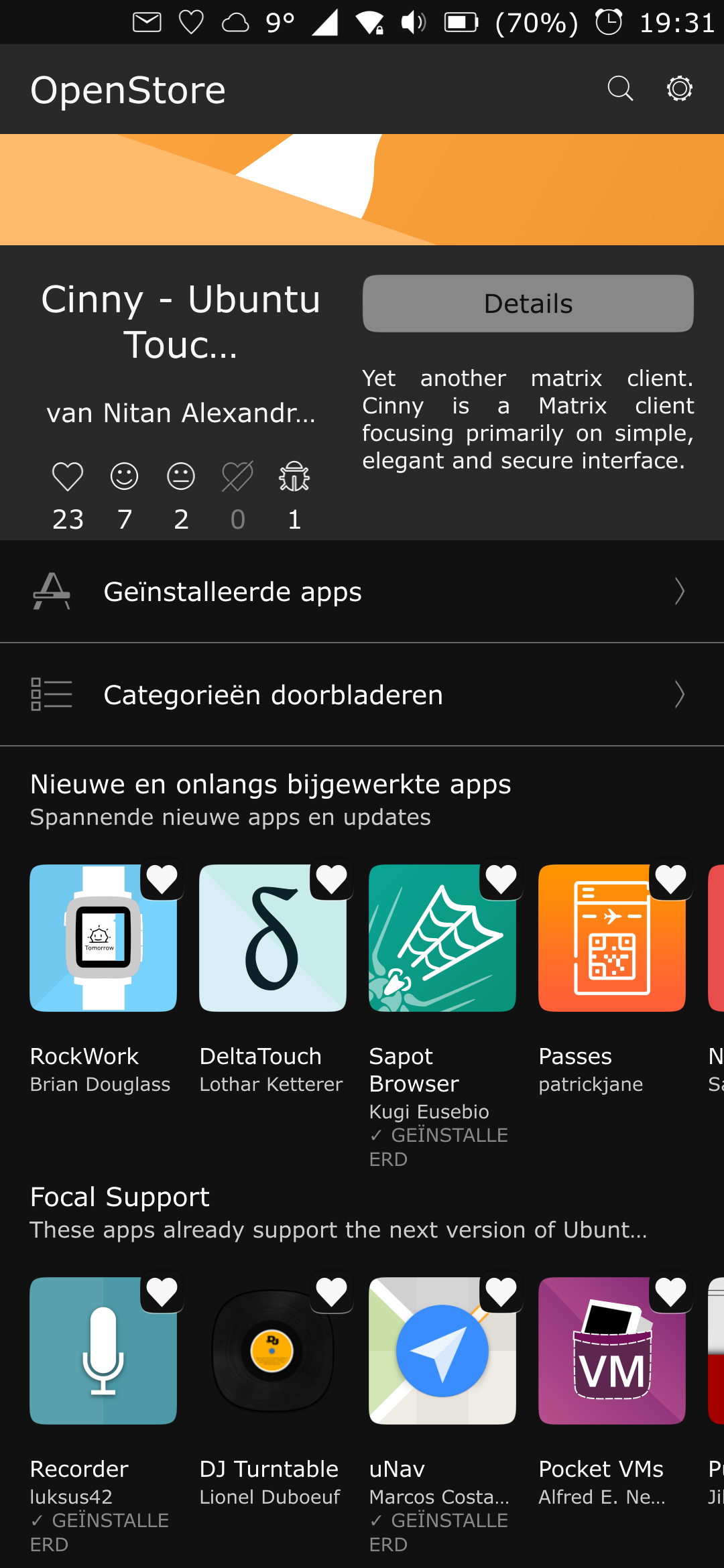
OpenStore-appwinkel (2022)

De standaard appwinkel van Ubuntu Touch is OpenStore. Hiermee kunnen apps worden geïnstalleerd en bijgewerkt. Een account is niet nodig, behalve voor het beoordelen en recenseren van apps. Anno 2024 is er nog geen ondersteuning voor betaalde apps in OpenStore. Er zijn 911 apps (platform-eigen+webapps; bladwijzers uitgezonderd) beschikbaar in OpenStore (stand: 05-05-2025).
Diverse apps beschikken over een automatisch gesplitste weergave als het apparaat 90 graden gedraaid wordt (landschapsmodus). Zo laat de berichtenapp (sms) bijvoorbeeld de berichtenlijst links en berichtinhoud rechts zien. Ook zijn er apps die zich op een andere manier aanpassen, bijvoorbeeld de standaard webbrowser Morph die in landschapsmodus een tabbladenbalk toont.
Ook is er ondersteuning voor het installeren en gebruiken van desktopapps via de Libertine-sectie in de systeeminstellingen. Zo kan bijvoorbeeld webbrowser Firefox of fotobewerkingsprogramma GIMP worden geïnstalleerd. Het installeren van apps buiten de appwinkel om is ook mogelijk, met behulp van losse click-bestanden (vergelijkbaar met apk-bestanden op Android). Tot slot is er ondersteuning voor het installeren van Android-apps via Waydroid.

## Interface

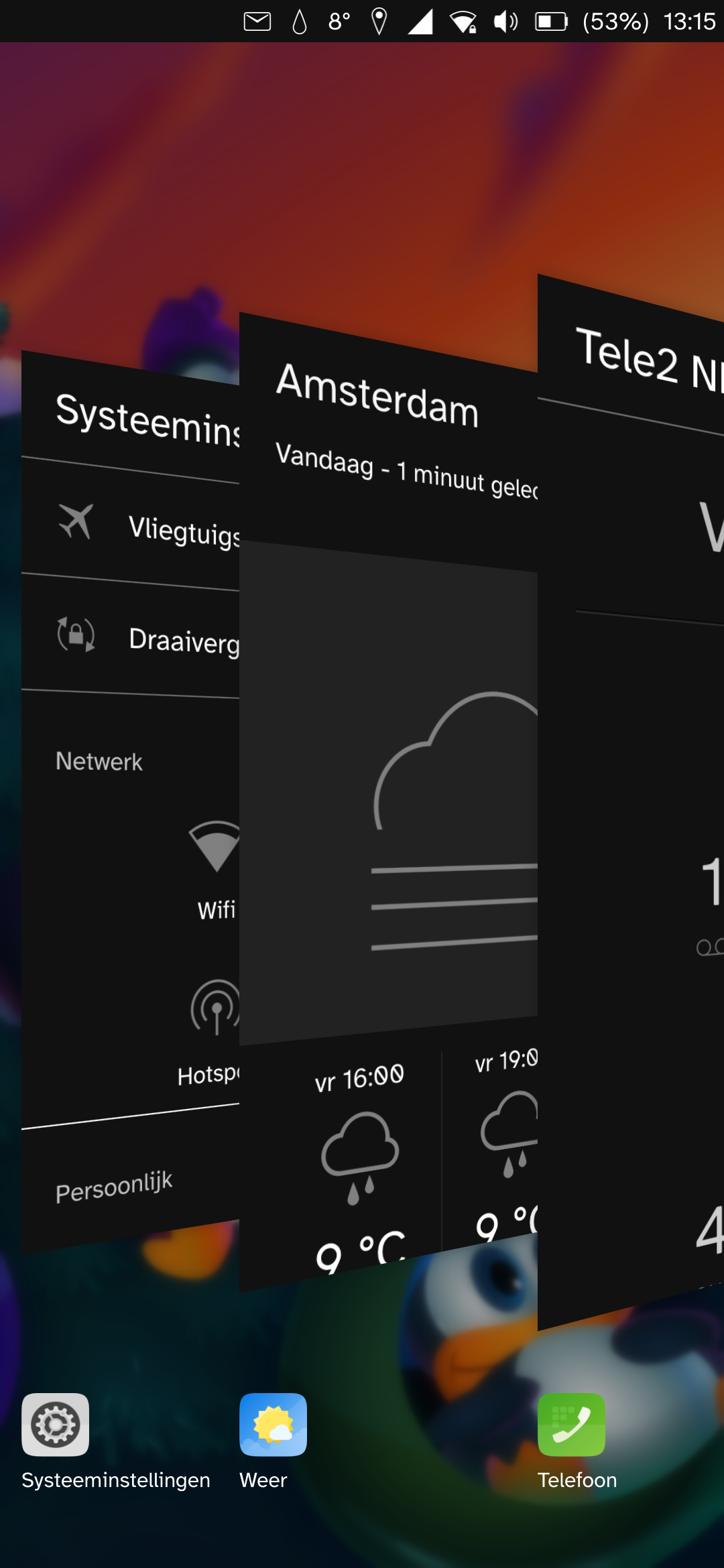
Overzicht met alle geopende apps (2022)

De interface berust sterk op gebaren. Elke rand van het scherm heeft een functie:
- Korte veeg van rechts naar links: focus de laatstgebruikte app;
- Lange veeg van rechts naar links: toon het overzicht met alle geopende apps;
- Korte veeg van links naar rechts: toon de zijbalk met favoriete en geopende apps;
- Lange veeg van links naar rechts (of drukken op Ubuntu-logo op de zijbalk): toon alle geïnstalleerde apps;
- Veeg van boven naar beneden: open de meldingenbalk en snelle instellingen. Vegen over een specifiek pictogram opent de bij het pictogram behorende instellingen. Voorbeeld: vegen over het luidsprekerpictogram opent de geluidsinstellingen.

Daarnaast beschikken diverse apps over een menu of snelle actie die kan worden geactiveerd door over de pijl of tekst aan de onderkant van het scherm omhoog te vegen. In de agenda-app kan er op die manier bijvoorbeeld een nieuwe afspraak worden toegevoegd en in de standaard webbrowser Morph wordt zo het tabbladoverzicht getoond (laatstgenoemde alleen op telefoons - op andere apparaten word een tabbladenbalk getoond).
Aan de zijbalk kunnen favoriete apps worden vast- of losgemaakt door de pictogrammen erop lang ingedrukt te houden.

## Apparaten

### Huidige apparaten
Sinds de overname door de UBports-gemeenschap is het aantal ondersteunde apparaten flink vergroot. De meeste van deze apparaten worden door de gemeenschap ondersteund, maar er zijn ook apparaten met officiële ondersteuning vanuit de fabrikant, zoals de Volla Phone-serie en F(x)tec Pro1-X, die in samenwerking met het bekende platform XDA Developers wordt gemaakt. Ook de Volla Tablet, die gepland staat voor uitlevering in oktober 2024, kan geleverd worden met Ubuntu Touch en officiële fabrikantondersteuning daarvoor.

### Voormalige apparaten
In 2015 werden drie officiële Ubuntu Touch-apparaten uitgebracht. In januari 2015 kwam de Spaanse fabrikant Bq met de allereerste Ubuntu-smartphone, de Aquaris E4.5. Kort daarna werd door de Chinese fabrikant Meizu de Meizu MX4 uitgebracht. Halverwege 2015 bracht Bq ook de Aquaris E5 met Ubuntu uit. Ten slotte volgde een tablet met Ubuntu Touch van Bq, de M10 FHD.

## Galerij

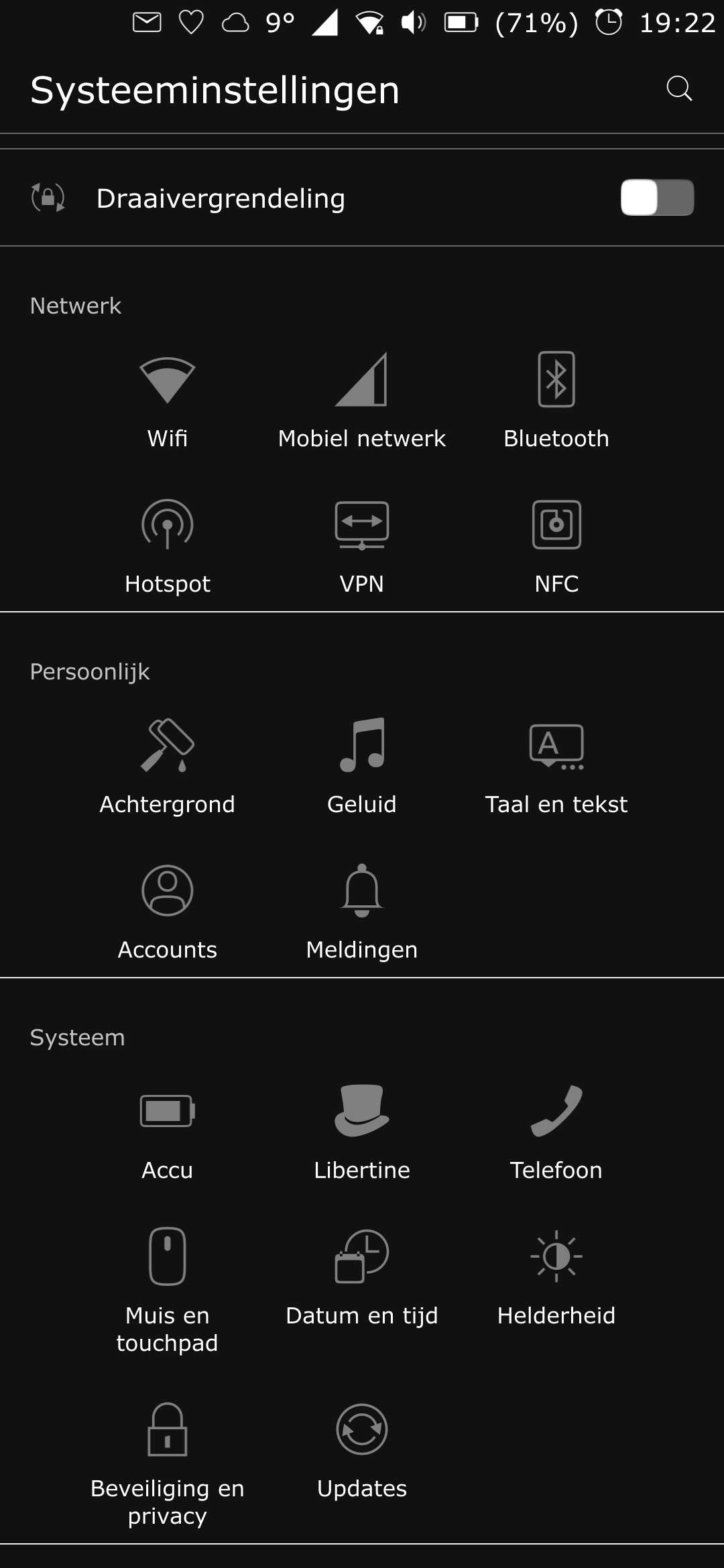
Systeeminstellingen van Ubuntu Touch
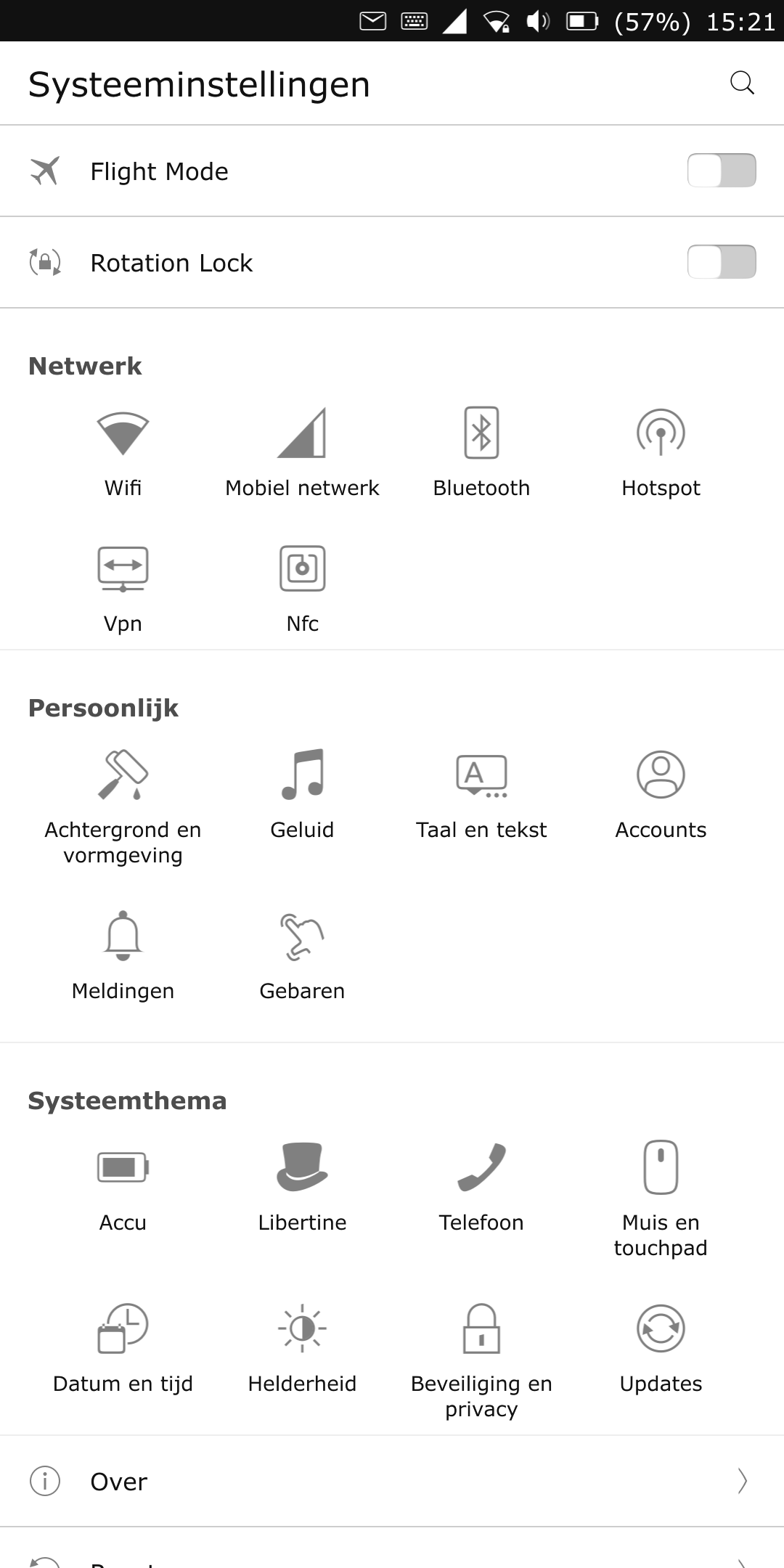
Systeeminstellingen (licht thema)
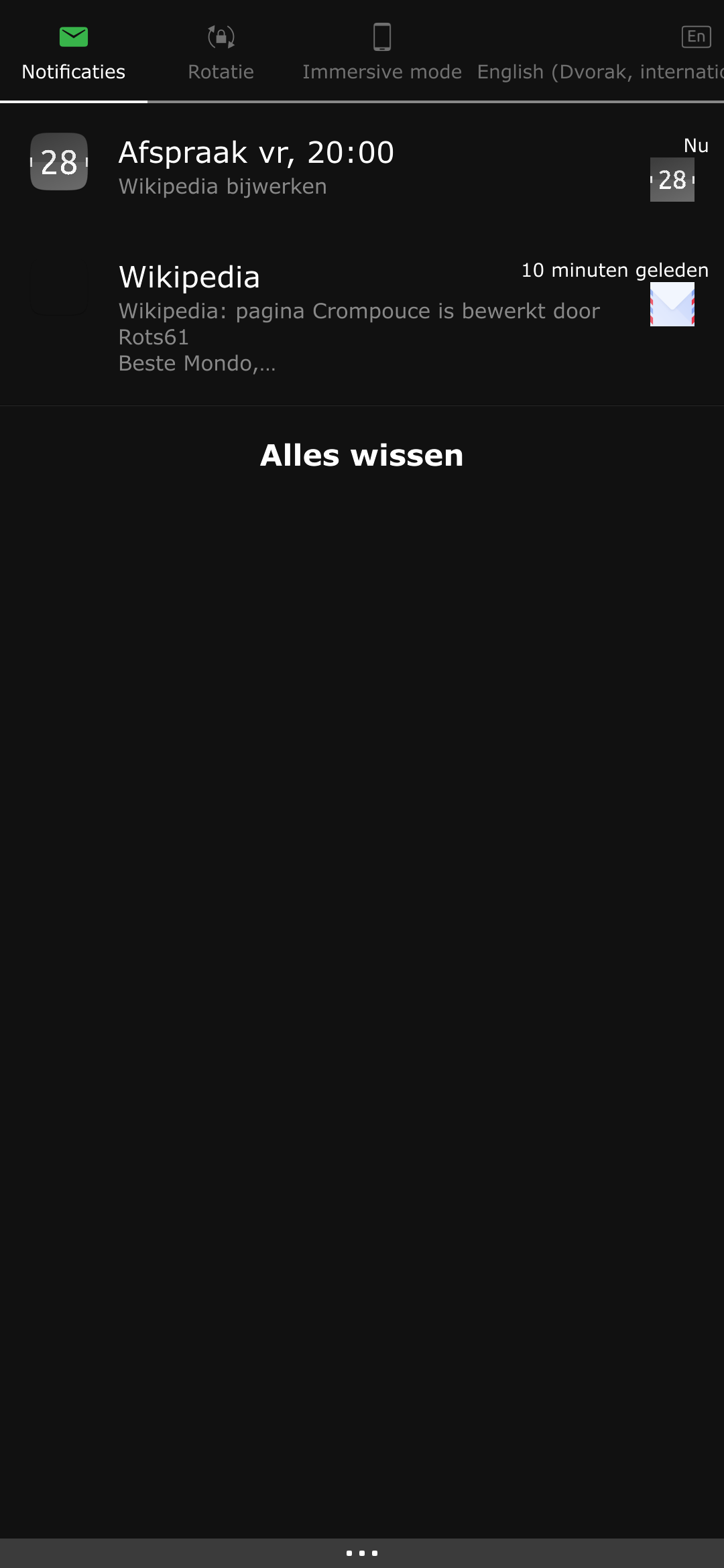
Meldingencentrum van Ubuntu Touch
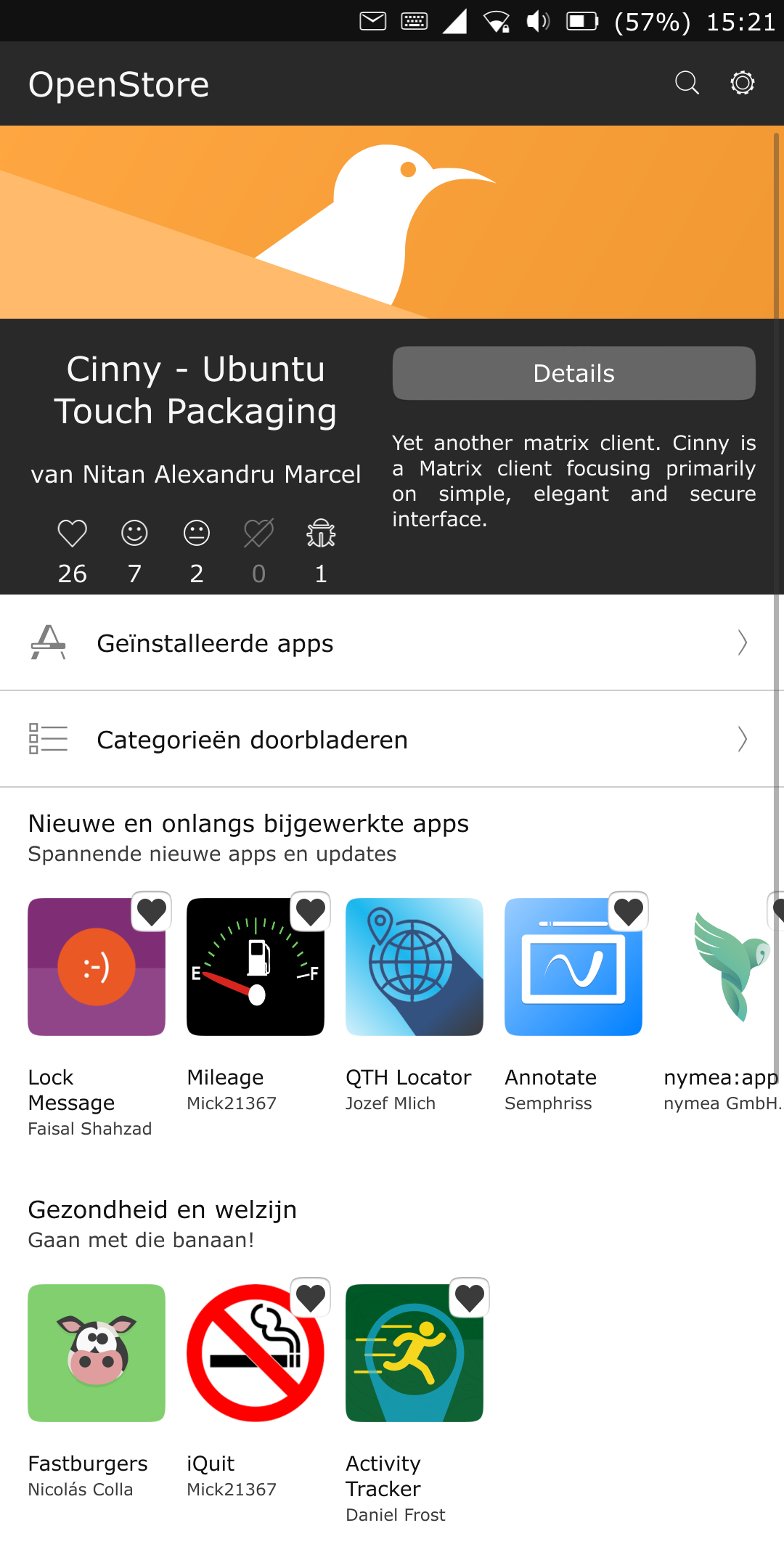
OpenStore (licht thema)
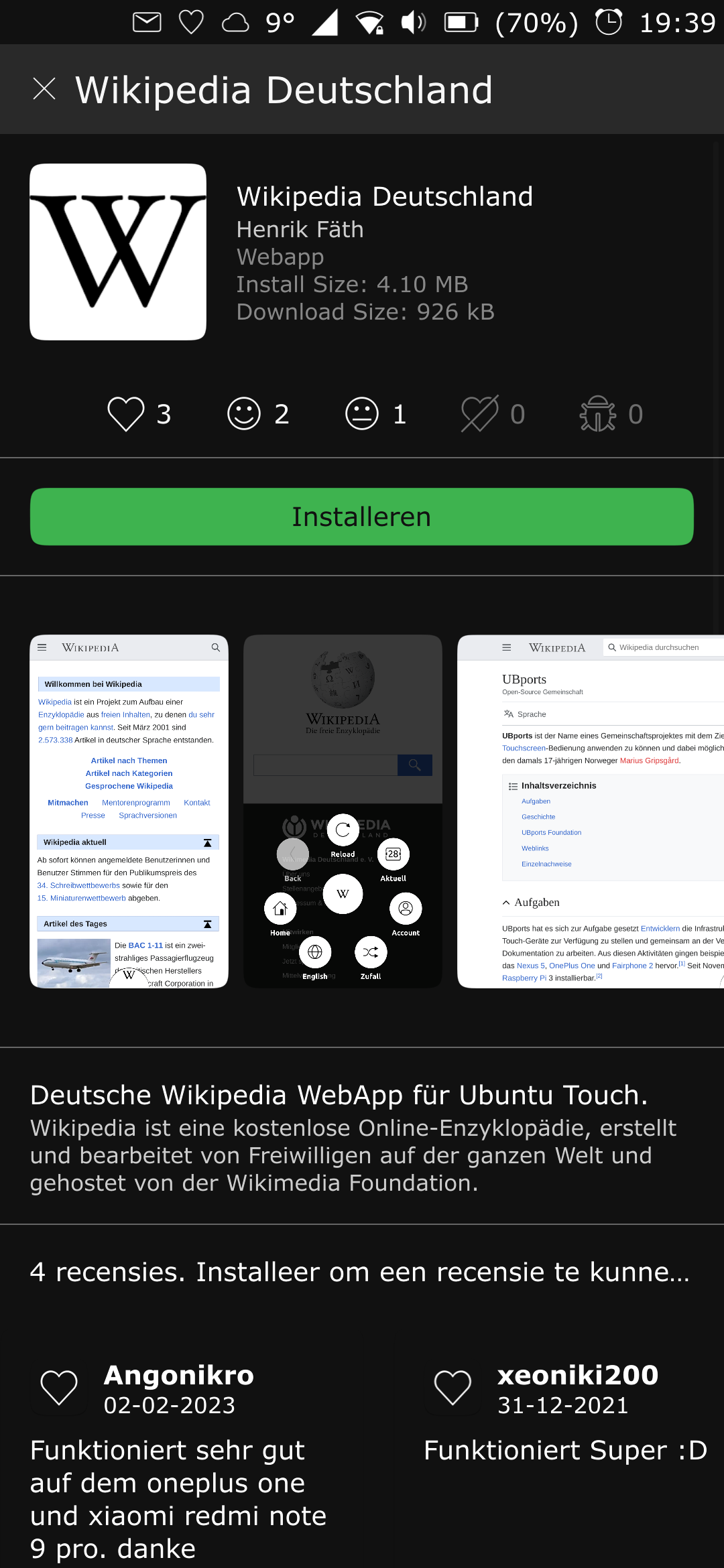
OpenStore met Wikipedia Deutschland-app
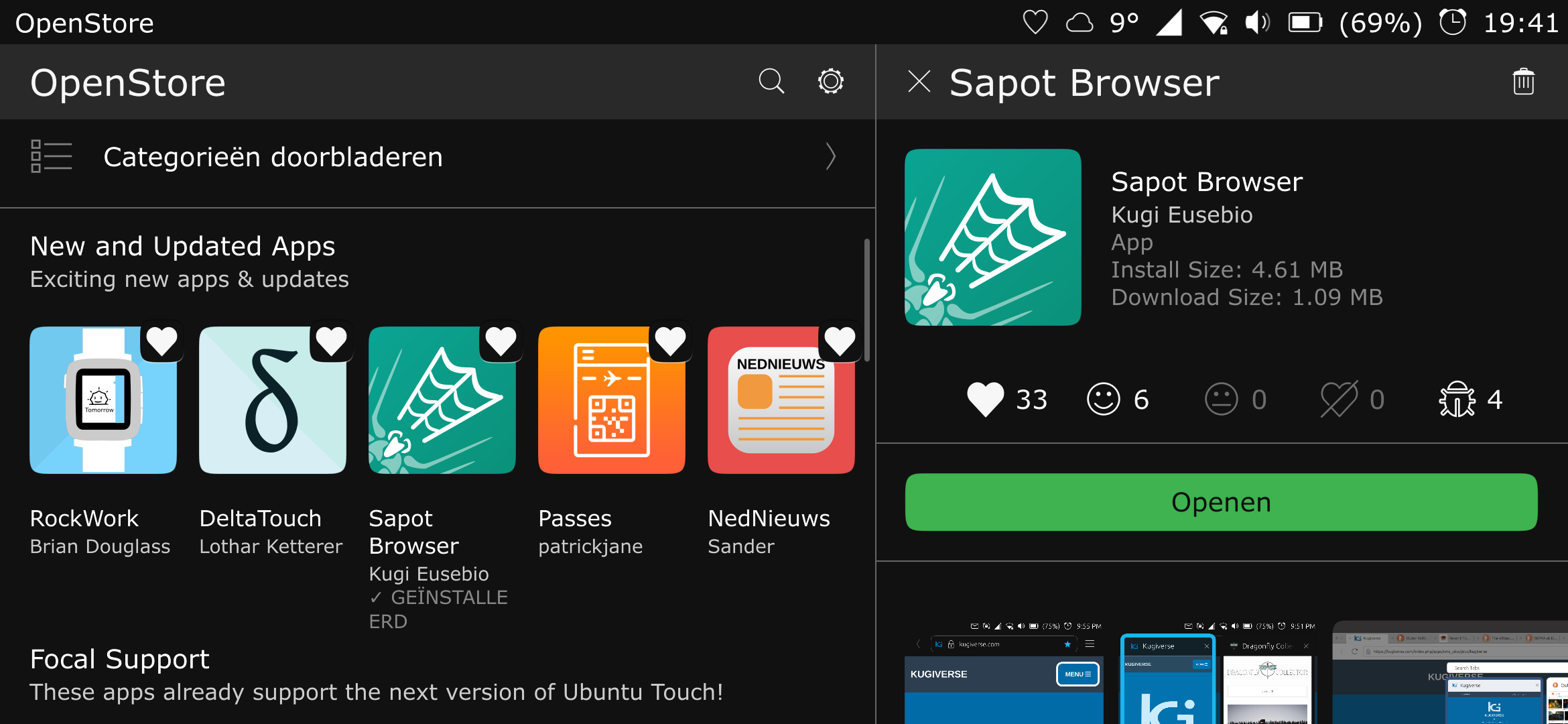
OpenStore met automatisch gesplitste weergave in landschapsmodus